# エドゥアルト・クレープスバッハ

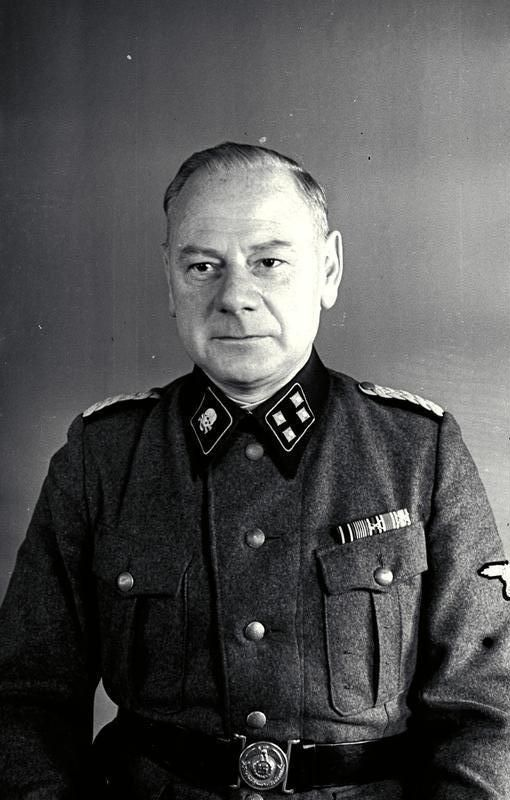
親衛隊制服姿のクレープスバッハ（1942年）

エドゥアルト・クレープスバッハ（ドイツ語: Eduard Krebsbach, 1894年8月8日 - 1947年5月28日）は、ナチス・ドイツ親衛隊の医師。最終階級は親衛隊中佐（SS-Obersturmbannführer）。

## 生涯
ボン出身。ボン大学で医学を学び、医学博士号を取得。その後、医者として開業した。1937年にSSに入隊。1939年に武装親衛隊に入隊。1942年までに親衛隊少佐に昇進する。
1941年にマウトハウゼン強制収容所に赴任。収容所の医療と収容所付きのすべての医者を監督する立場となる。彼は薬物による障害者や病人の囚人の大量殺人を実施し、900人に及ぶチェコ人やロシア人やポーランド人の囚人にベンゼンを注射して殺害した。そのためクレープスバッハは囚人達から「注射先生」(Dr Spritzbach) の異名をとっていた。マウトハウゼンの病院の地下にガス室を設置したことにも責任を負い。またマウトハウゼンで行われたさまざまな人体実験にも責任を負った。
クレープスバッハは収容所囚人の「診察」と「選別」を任されており、抹殺対象の囚人を決定する権限を握っていた。彼は「診察」としてユダヤ人囚人を歩かせては、「ユダヤの豚」などと暴言を浴びせ、足を壊す囚人が出ると「絶望的な症状」としてカポに連れ出させていたという。
1943年秋、ラトビアのカイザーヴァルト強制収容所へ転任し、ここでも同収容所が閉鎖される1944年8月まで「選別」の仕事にあたっていた。この後、1944年後期まで陸軍に軍医として勤務。負傷した後に軍を離れ、カッセルの紡績工場で医師として働いた。
ドイツの敗戦後、戦犯としてアメリカ軍の軍事法廷ダッハウ裁判所の裁判の被告人となった。1946年5月13日に死刑判決を受け、1947年5月28日にランツベルク刑務所で絞首刑に処された。

## 文献
- Ernst Klee: Auschwitz, die NS-Medizin und ihre Opfer. 3. Auflage. S. Fischer Verlag, Frankfurt am Main, 1997, ISBN 3-596-14906-1.
- Ernst Klee: Das Personenlexikon zum Dritten Reich: Wer war was vor und nach 1945. Fischer-Taschenbuch-Verlag, Frankfurt am Main 2007, ISBN 978-3-596-16048-8.
- Hans Marsalek: Geschichte des Konzentrationslagers Mauthausen. Österreichische Lagergemeinschaft Mauthausen, Wien, 1980.
- Review and Recommendations of the Deputy Judge Advocate for War Crimes: United States of America vs. Hans Altfuldisch et al. - Case No. 000.50.5 Original document Mauthausen war crimes (pdf), 30. April 1947, in English.
- Florian Freund: Der Dachauer Mauthausenprozess, in: Dokumentationsarchiv des österreichischen Widerstandes. Jahrbuch 2001, Wien 2001, S. 35–66